# Teutiburgium
Teutiburgium (en llatí Teutiburgium o Teutoburgium, en grec antic Τευτοβούργιον) va ser una ciutat de la Baixa Pannònia, prop de la confluència entre el Drava i el Danubi, a la via que anava de Mursa a Cornacum.
Hi va estar estacionada la Legió VI Ferrata i un cos de cavalleria dàlmata, segons diuen Claudi Ptolemeu i l'Itinerari d'Antoní. El seu nom sembla indicar que va ser un assentament dels teutons, que l'haurien fundada poc abans del 113 aC quan vagaven per aquell territori. La ubicació exacta no s'ha trobat.